# فير أواكس رانتش
فير أواكس رانتش (بالإنجليزية: Fair Oaks Ranch, Texas)‏ هي مدينة تقع بولاية تكساس في شمال شرق الولايات المتحدة. تبلغ مساحة هذه المدينة 18.5 (كم²)، وترتفع عن سطح البحر 387 م، بلغ عدد سكانها 4695 نسمة في عام 2000 حسب إحصاء مكتب تعداد الولايات المتحدة وتصل الكثافة السكانية فيها 253.4 نسمة/كم2.

## التركيبة السكانية
حدّد مكتب تعداد الولايات المتحدة بيانات التركيبة السكانية لفير أواكس رانتش في تعداد الولايات المتحدة. في ما يلي، التركيبة السكانية حسب تعدادي 2000 و2010.

### تعداد عام 2000
بلغ عدد سكان فير أواكس رانتش 4,695 نسمة بحسب تعداد عام 2000، وبلغ عدد الأسر 1,683 أسرة وعدد العائلات 1,532 عائلة مقيمة في المدينة. في حين سجلت الكثافة السكانية 147.5 نسمة لكل كيلومتر مربع (382.0/ميل2). وبلغ عدد الوحدات السكنية 1,731 وحدة بمتوسط كثافة قدره 54.4 لكل كيلومتر مربع (140.9/ميل2).
وتوزع التركيب العرقي للمدينة بنسبة 96.38% من البيض و0.38% من الأمريكيين الأفارقة و0.43% من الأمريكيين الأصليين و0.62% من الأمريكيين ذوي الأصول الآسيوية و0.06% من سكان جزر المحيط الهادئ و1.04% من الأعراق الأخرى و1.09% من عرقين مختلطين أو أكثر و7.90% من الهسبانيون أو اللاتينيون من أي عرق.
بلغ عدد الأسر 1,683 أسرة كانت نسبة 36.2% منها لديها أطفال تحت سن الثامنة عشر تعيش معهم، وبلغت نسبة الأزواج القاطنين مع بعضهم البعض 86.4% من أصل المجموع الكلي للأسر، ونسبة 3.7% من الأسر كان لديها معيلات من الإناث دون وجود شريك،  بينما كانت نسبة 0.9% من الأسر لديها معيلون من الذكور دون وجود شريكة وكانت نسبة 9% من غير العائلات. تألفت نسبة 7.4% من أصل جميع الأسر من عدة أفراد يعيشون في نفس المنزل ونسبة 3.5% كانت تتألف من شخص يعيش بمفرده يبلغ من العمر 65 عاماً أو أكثر. وبلغ متوسط حجم الأسرة المعيشية 2.79، أما متوسط حجم العائلات فبلغ 2.93.
بلغ العمر الوسطي للسكان 45.9 عاماً. وكانت نسبة 25.1% من القاطنين تحت سن الثامنة عشر، وكانت نسبة 3.8% بين الثامنة عشر والرابعة والعشرين عاماً، ونسبة 19.3% كانت واقعةً في الفئة العمرية ما بين الخامسة والعشرين والرابعة والأربعين عاماً، ونسبة 38% كانت ما بين الخامسة والأربعين والرابعة والستين، ونسبة 13.7% كانت ضمن فئة الخامسة والستين عاماً فما فوق. يوجد لكل 100 أنثى 101.2 ذكر، ويوجد لكل 100 أنثى في الثامنة عشر من عمرها فما فوق 96.9 ذكر.
بلغ متوسط دخل الأسرة في المدينة 105,381 دولارًا، أما متوسط دخل العائلة فبلغ 107,099 دولارًا. وكان متوسط دخل الذكور 81,026 دولارًا مقابل 42,159 دولارًا للإناث. وسجل دخل الفرد الخاص بالمدينة 46,863 دولارًا. وكانت نسبة 0.6% من العائلات ونسبة 1% من السكان تحت خط الفقر، وكان من هؤلاء نسبة 2.6% تحت سن الثامنة عشر ونسبة 2.5% في الخامسة والستين من العمر وما فوق.

### تعداد عام 2010
بلغ عدد سكان فير أواكس رانتش 5,986 نسمة بحسب تعداد عام 2010، وبلغ عدد الأسر 2,276 أسرة وعدد العائلات 1,988 عائلة مقيمة في المدينة. في حين سجلت الكثافة السكانية 188.1 نسمة لكل كيلومتر مربع (487.2/ميل2). وبلغ عدد الوحدات السكنية 2,373 وحدة بمتوسط كثافة قدره 74.6 لكل كيلومتر مربع (193.2/ميل2).
وتوزع التركيب العرقي للمدينة بنسبة 95.11% من البيض و0.72% من الأمريكيين الأفارقة و0.58% من الأمريكيين الأصليين و1.17% من الأمريكيين ذوي الأصول الآسيوية و0.10% من سكان جزر المحيط الهادئ و1.04% من الأعراق الأخرى و1.29% من عرقين مختلطين أو أكثر و11.63% من الهسبانيون أو اللاتينيون من أي عرق.
بلغ عدد الأسر 2,276 أسرة كانت نسبة 31.4% منها لديها أطفال تحت سن الثامنة عشر تعيش معهم، وبلغت نسبة الأزواج القاطنين مع بعضهم البعض 81.6% من أصل المجموع الكلي للأسر، ونسبة 4% من الأسر كان لديها معيلات من الإناث دون وجود شريك،  بينما كانت نسبة 1.8% من الأسر لديها معيلون من الذكور دون وجود شريكة وكانت نسبة 12.7% من غير العائلات. تألفت نسبة 11.5% من أصل جميع الأسر من عدة أفراد يعيشون في نفس المنزل ونسبة 6.3% كانت تتألف من شخص يعيش بمفرده يبلغ من العمر 65 عاماً أو أكثر. وبلغ متوسط حجم الأسرة المعيشية 2.63، أما متوسط حجم العائلات فبلغ 2.83.
بلغ العمر الوسطي للسكان 50.9 عاماً. وكانت نسبة 22.1% من القاطنين تحت سن الثامنة عشر، وكانت نسبة 4.1% بين الثامنة عشر والرابعة والعشرين عاماً، ونسبة 12.8% كانت واقعةً في الفئة العمرية ما بين الخامسة والعشرين والرابعة والأربعين عاماً، ونسبة 38.1% كانت ما بين الخامسة والأربعين والرابعة والستين، ونسبة 22.9% كانت ضمن فئة الخامسة والستين عاماً فما فوق. وتوزع التركيب الجنسي للسكان بنسبة 49.4% ذكور و50.6% إناث.

## وصلات خارجية
- The US50 - Cities and Towns in Texas State